# Arroyo Piray Guazú

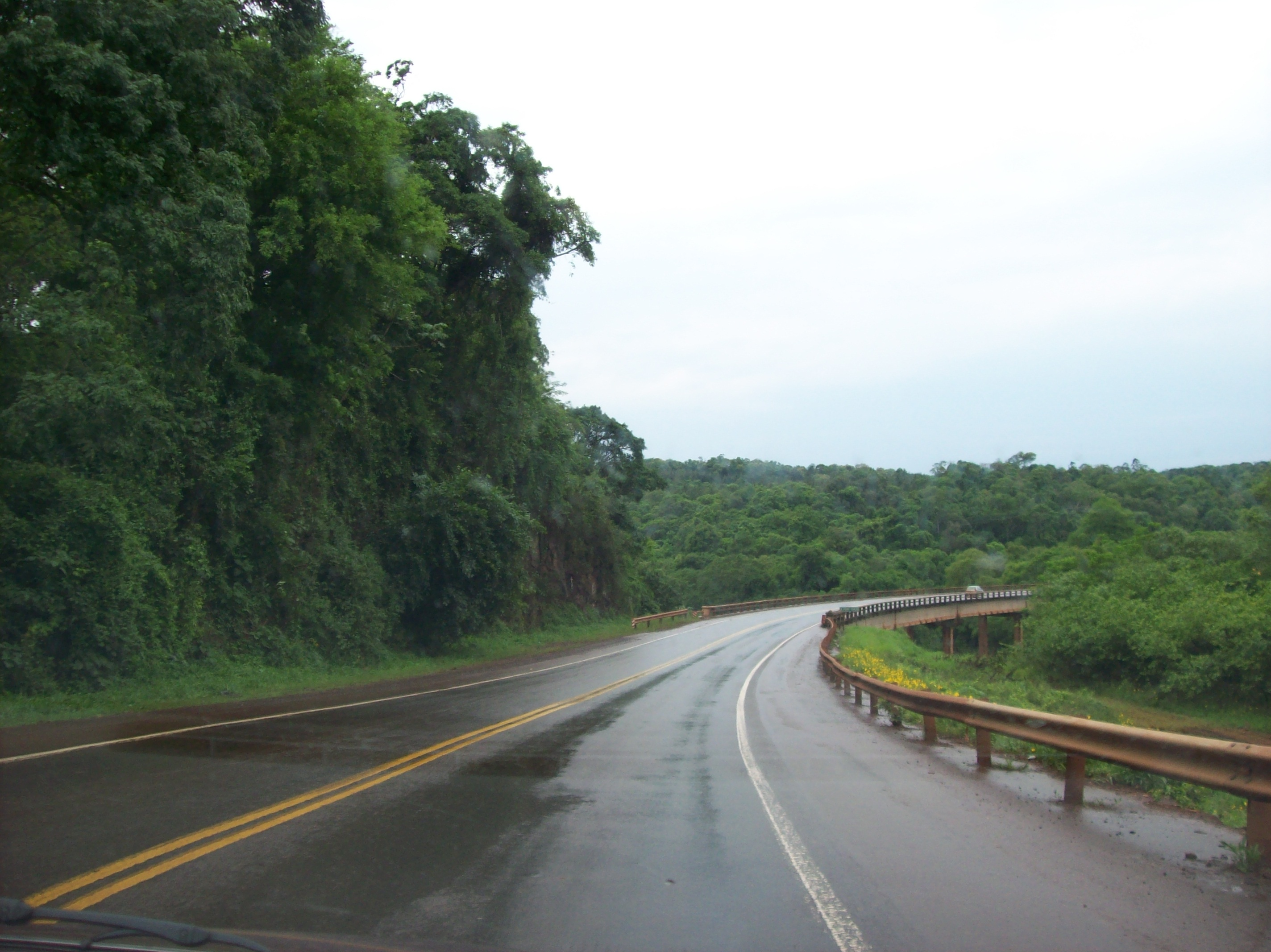
Ruta Nacional 12 sobre el arroyo Piray Guazú.

El arroyo Piray Guazú (o Pira-í Guazú) es un afluente del río Paraná ubicado en la provincia de Misiones, Argentina. Su nombre en idioma guaraní significa "río de los peces". Nace en el cerro Alegría en el sector norte de la Sierra de Misiones y desemboca dos kilómetros aguas arriba de la localidad de Puerto Piray, en el departamento Montecarlo. Sobre su vera se encuentra el balneario municipal de la ciudad de Eldorado, que es muy concurrido durante los meses estivales. Antes de su desembocadura es atravesado por la ruta nacional nª 12 por medio de un puente construido a comienzos del año 1969, que fue bautizado como "puente banana" debido a su forma curva, que conecta los departamentos de Montecarlo y Eldorado.
- Datos: Q6076678